# Гипероглифы
Гипероглифы (лат. Hyperoglyphe) — род лучепёрых рыб семейства центролофовых (Centrolophidae) отряда окунеобразных. 
Достигают длины до 90 см.

## Распространение
Атлантический океан у  побережья Северной и Южной Америки, прибрежные воды Юго-Западной Африки, Австралии, Новой Зеландии, Японии.

## Образ жизни
Молодь обитает под дрейфующими водорослями и поверхностными предметами. Взрослые особи скапливаются в придонных областях материкового шельфа.
Питаются мелкими рыбами, головоногими, оболочниками, гребневиками и ракообразными.
Объект промысла в Японии, Чили и других странах.

## Виды
Включает 6 видов, в том числе:
- Hyperoglyphe antarctica
- Hyperoglyphe bythites
- Японский гипероглиф (Hyperoglyphe japonica)[2]
- Hyperoglyphe macrophthalma
- Атлантический гипероглиф (Hyperoglyphe perciformis)
- Hyperoglyphe pringlei